# 완전정복 (영화)
완전정복은 2015년에 제작된 대한민국의 영화이다.